# Tverreggbreen
Der Tvereggbreen (norwegisch für Querrückengletscher) ist ein Gletscher im ostantarktischen Königin-Maud-Land. In der Kirwanveggen fließt er in zwischen der Gipfelgruppe Heksegryta und dem Gebirgskamm Tverregga.
Norwegische Kartografen, die ihn auch benannten, kartierten ihn anhand von Vermessungen und Luftaufnahmen der Norwegisch-Britisch-Schwedischen Antarktisexpedition (1949–1952) sowie Luftaufnahmen der Dritten Norwegischen Antarktisexpedition (1956–1960).